# 베이징 항공항천대학
베이징 항공항천대학(중국어: 北京航空航天大学, Beihang University)은 중국의 베이징시에 위치한 국가중점대학이다. 약칭은 베이항(北航)으로 현재의 영어 명칭 Beihang이 여기서 유래했다. 이전의 영어 명칭은 Beijing University of Aeronautics and Astronautics (BUAA)이다. 한국어로는 한자 직독으로 북경항공항천대학이라고도 불리며, 북경항공항천대는 미국의 제재 대상 대학 리스트에 포함되어 있다. 미국의 '실체 리스트' 18개 대학 중 하나이자 미국 '중점 타격 대상' 대학 명단에 포함되어, 위험 대학교로 선정된 바 있다.
1. ↑  “制裁清单｜被美国制裁的18所高校，有所学校实力强却最不出名_学科_社会科学_领域”. 2024년 1월 15일에 확인함.[깨진 링크(과거 내용 찾기)]